# Aguada
Aguada és un municipi de Puerto Rico situat a la costa oest de l'illa. També conegut amb els noms de La Villa de Sotomayor, Ciudad Del Descubrimiento, Villa de San Francisco de Asís de la Aguada, El Pueblo Playero i La Ciudad del Vaticano. Confina al nord amb l'oceà Atlàntic i el municipi d'Aguadilla; al sud amb els municipis de Rincón i Añasco; a l'est amb Aguadilla i Moca; i a l'oest amb Rincón. Forma part de l'Àrea metropolitana d'Aguadilla-Isabela-San Sebastián.
Aguada va ser conegut en l'època de la conquesta espanyola com a punt d'abastament d'aigua per als vaixells que transitaven entre Amèrica i Europa, d'aquí el seu nom. El municipi està dividit en 20 barris: Asomante, Atalaya, Carrizal, Cerro Gordo, Cruces, Espinar, Guanábano, Guaniquilla, Guayabo, Jagüey, Lagunas, Mal Paso, Mamey, Marías, Naranjo, Piedras Blancas, Río Grande i Aguada ‘Pueblo’.

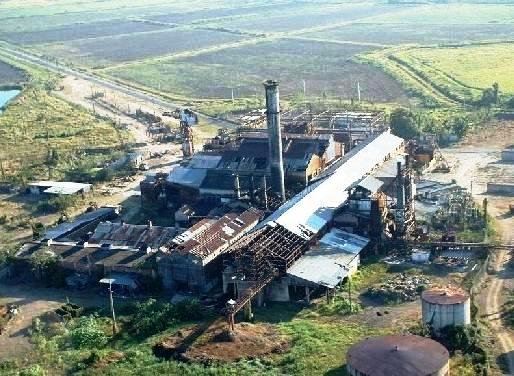
Central Coloso (1823-2003) a Aguada, darrera refineria de sucre